# ASD Pro Settimo & Eureka
ASD Pro Settimo & Eureka is een Italiaanse voetbalclub uit Settimo Torinese, in de regio Turijn.
In 1947 werd Associazione Sportiva Eureka Settimo opgericht. In 1983 ging de club als Associazione Polisportiva Eureka spelen. In 2007 fuseerde AS Eureka met Pro Settimo Calcio, dat in 1983 was opgericht, en ging onder de huidige naam verder.
In 2010 degradeerde de fusieclub uit de Serie D.

## Bekende (oud-)spelers
- Rocky Siberie